# ペンシルテスト
ペンシルテストとは、被験者の髪質がアフロ的であるかを評価する試験である。ペンシル（鉛筆）を被験者の髪へ通過させてテストするもので、合否の判定結果はきわめて容易に得られる。
アパルトヘイト時代の南アフリカにおいて、このテストは白人・カラード・黒人に分類される人種的アイデンティティーを測定するために用いられた。人種的な線引きとみなされた基準にしたがって、現実のコミュニティや家族が分裂を余儀なくされたことに対して、このテストの影響を否定することはできない。1994年にアパルトヘイトが終わると、このテストからも公的な権威は失われた。しかしその後も南アフリカにおけるペンシルテストは文化遺産の重要な一面であり、レイシズムの象徴であり続けた。

## 背景
1950年の人口登録法によって、南アフリカ国民は身体的特徴および社会経済的な特徴にもとづいて、いくつかの人種に分類されることになった。生まれながらにして持つ人種的な地位が常に明確なわけではないため、政府が国民を分類するために様々な試験が考案された。その一つがペンシルテストであった。
この試験は、人種がはっきりしない人間の髪にペンシルを落とすというものである。もしペンシルが床に落ちれば、その人物は「合格」であり、かつ「白人」であるとみなされた。もしひっかかれば、髪の毛が白人にしては縮れすぎているということになり、その人物は（人種的遺産が入り交じった）「カラード」に分類される。カラードとみなされた人々は、「黒人」に分類された人々よりも多くの権利を持つことが許されたが、白人に比べれば権利も義務も軽んじられた。
カラードへの再分類を望む黒人は別のペンシルテストを受けることもできた。その場合、志願者にはペンシルを髪に挿して頭を振ることが求められた。もしその結果ペンシルが落ちれば、志願者は望み通りカラードへと再分類された。しかし元の位置にあれば、黒人に分類されたままだった。

## 影響
人口登録法のあいまいさも手伝って、ペンシルテストの結果、多くのコミュニティが恣意的な人種的線引きのもと分裂することになる。同じ家族であっても異なる人種的グループにあるとみなされ、別離を余儀なくされるケースもあった。
白人の両親の下に生まれながら、浅黒い肌を持って生まれてきたサンドラ・ライングの例は有名である。1966年、11歳のときに「よそから来た人」にペンシルテストを受けさせられ、試験に落ちたサンドラは、その後白人だけが在籍する学校から追放されてしまった。彼女は生まれたときの人種である白人から有色人種へと再分類されたのである。サンドラと家族は白人社会から遠ざけられた。白人の父親が実父であることは親子鑑定でも認められたものの、政府はサンドラに白人としての地位を回復することを拒んだ。

## 評価
1994年のアパルトヘイトの終焉にともないペンシルテストも終りを迎えた。しかし、依然としてこのテストは南アフリカにおける文化的な遺産の一部であり、世界的にもレイシズムの象徴であり続けた。例えば南アフリカの新聞「メール・アンド・ガーディアン」は、嫌疑をかけては（黒人の）外国人の国籍を「測定」しようとする集団が出現している状況を「21世紀のペンシルテスト」と呼んでいる。ある南アフリカのコメンテーターも同じ事件を「アパルトヘイト時代の恥ずべきペンシルテストの再現であり、おぞましい」と述べている。
2003年、ニューヨーク・タイムズの記者はこのペンシルテストを、かつて無数に行われた「人種を決定するための屈辱的な手法」のなかでも「おそらく最も馬鹿げた」ものと評した 。旅行ガイドブックの「フロマーズ」にはこのテストがアパルトヘイトにおいて「最も恥ずべき人種分類試験のひとつであった」と書かれている。ほかにも「下劣」「屈辱的」、「馬鹿げている」といった評価がされている。

## 読書案内
- Sampie Terreblanche (2003). A history of inequality in South Africa 1652–2002. Natal Press. ISBN 978-1-86914-022-9